# Lara Dutta
Lara Dutta, född 16 april 1978 i Ghaziabad, Uttar Pradesh i Indien, är en skådespelare som blev Miss Universum 2000.